# Tennis de table aux Jeux panaméricains de 2019
Navigation
2015
Les compétitions de tennis de table aux Jeux panaméricains de 2019 ont lieu du 4 au 10 août 2019 à Lima, au Pérou. 

## Médaillés
| Simple messieurs      | Hugo Calderano (BRA)                              | Jiaji Wu (DOM)                                          | Eugene Wang (CAN)                               |  |  |  |
| Simple messieurs      | Hugo Calderano (BRA)                              | Jiaji Wu (DOM)                                          | Kanak Jha (USA)                                 |  |  |  |
| Double messieurs      | Brésil Hugo Calderano Gustavo Tsuboi              | Argentine Gaston Alto Horacio Cifuentes                 | Porto Rico Brian Afanador Daniel González       |  |  |  |
| Double messieurs      | Brésil Hugo Calderano Gustavo Tsuboi              | Argentine Gaston Alto Horacio Cifuentes                 | République dominicaine Emil Santos Jiaji Wu     |  |  |  |
| Par équipes messieurs | États-Unis Kanak Jha Nikhil Kumar Nicholas Tio    | Argentine Gaston Alto Horacio Cifuentes Pablo Tabachnik | Brésil Hugo Calderano Eric Jouti Gustavo Tsuboi |  |  |  |
| Par équipes messieurs | États-Unis Kanak Jha Nikhil Kumar Nicholas Tio    | Argentine Gaston Alto Horacio Cifuentes Pablo Tabachnik | Cuba Jorge Campos Livan Martinez Andy Pereira   |  |  |  |
|                       |                                                   |                                                         |                                                 |  |  |  |
| Simple dames          | Adriana Díaz (PUR)                                | Jennifer Wu (USA)                                       | Melanie Díaz (PUR)                              |  |  |  |
| Simple dames          | Adriana Díaz (PUR)                                | Jennifer Wu (USA)                                       | Bruna Takahashi (BRA)                           |  |  |  |
| Double dames          | Porto Rico Adriana Díaz Melanie Díaz              | États-Unis Jennifer Wu Lily Zhang                       | Canada Alicia Côté Zhang Mo                     |  |  |  |
| Double dames          | Porto Rico Adriana Díaz Melanie Díaz              | États-Unis Jennifer Wu Lily Zhang                       | Brésil Bruna Takahashi Jéssica Yamada           |  |  |  |
| Par équipes dames     | Porto Rico Adriana Díaz Melanie Díaz Daniely Rios | Brésil Caroline Kumahara Bruna Takahashi Jéssica Yamada | Canada Alicia Côté Ivy Liao Zhang Mo            |  |  |  |
| Par équipes dames     | Porto Rico Adriana Díaz Melanie Díaz Daniely Rios | Brésil Caroline Kumahara Bruna Takahashi Jéssica Yamada | États-Unis Amy Wang Jennifer Wu Lily Zhang      |  |  |  |
|                       |                                                   |                                                         |                                                 |  |  |  |
| Double mixte          | Canada Eugene Wang Zhang Mo                       | Brésil Gustavo Tsuboi Bruna Takahashi                   | États-Unis Kanak Jha Jennifer Wu                |  |  |  |
| Double mixte          | Canada Eugene Wang Zhang Mo                       | Brésil Gustavo Tsuboi Bruna Takahashi                   | Porto Rico Brian Afanador Adriana Díaz          |  |  |  |

## Tableau des médailles
| Rang  | Nation                 | Or | Argent | Bronze | Total |
| ----- | ---------------------- | -- | ------ | ------ | ----- |
| 1     | Porto Rico             | 3  | 0      | 3      | 6     |
| 2     | Brésil                 | 2  | 2      | 3      | 7     |
| 3     | États-Unis             | 1  | 2      | 3      | 6     |
| 4     | Canada                 | 1  | 0      | 3      | 4     |
| 5     | Argentine              | 0  | 2      | 0      | 2     |
| 6     | République dominicaine | 0  | 1      | 1      | 2     |
| 7     | Cuba                   | 0  | 0      | 1      | 1     |
| Total | Total                  | 7  | 7      | 14     | 28    |